# Parafia św. Jana Chrzciciela w Przyłęku Szlacheckim
Parafia świętego Jana Chrzciciela w Przyłęku Szlacheckim – parafia rzymskokatolicka, znajdująca się w diecezji kieleckiej, w dekanacie szczekocińskim